# Episteme afflicta
Episteme afflicta är en fjärilsart som beskrevs av Butler 1875. Episteme afflicta ingår i släktet Episteme och familjen nattflyn. Inga underarter finns listade i Catalogue of Life.